# Кассел, Сеймур
Сеймур Кассел (англ. Seymour Cassel, 22 января 1935 — 7 апреля 2019) — американский актёр, сыгравший в более чем 190 фильмах.

## Биография
Родился в Детройте в семье владельца ночного клуба. Впервые на киноэкранах он появился в 1959 году в дебютном фильме Джона Кассаветиса «Тени», с которым в дальнейшем много сотрудничал. За роль в его драме 1968 года «Лица» Кассел был номинирован на премию «Оскар» и стал обладателем премии Национального общества кинокритиков США за лучшую мужскую роль второго плана. Помимо этого он появился в таких фильмах Кассаветиса, как «Слишком поздний блюз» (1961), «Минни и Московитц» (1971), «Убийство китайского букмекера» (1976), «Премьера» (1977) и «Потоки любви» (1984).
В то же время актёр активно снимался на телевидении, где у него были роли в сериалах «Беглец», «Правосудие Берка», «ФБР», «Бэтмен», «Захватчики», «Мэтлок, Звездный путь: Следующее поколение», «Лига справедливости: Без границ», «Скорая помощь», «Тайны Ниро Вульфа» и многих других. В 2007 и в 2009 годах Кассел был кандидатом в президенты Гильдии киноактёров.
С 1964 по 1983 год был женат на Элизабет Диринг, ставшей матерью его двоих детей.
7 апреля 2019 года актёр скончался. Причиной смерти стали осложнения, вызванные болезнью Альцгеймера.